# Ixos
Ne doit pas être confondu avec Hyksôs.
Genre
Ixos est un genre de passereaux de la famille des Pycnonotidae.

## Liste des espèces
Selon la classification de référence du Congrès ornithologique international (version 14.2, 2022) :
- Ixos leucogrammicus Müller, 1836
- Ixos malaccensis (Blyth, 1845)
- Ixos mcclellandii (Horsfield, 1840)
  - Ixos mcclellandii canescens Riley, 1933
  - Ixos mcclellandii griseiventer (Robinson & Kloss, 1919)
  - Ixos mcclellandii holtii (Swinhoe, 1861)
  - Ixos mcclellandii loquax Deignan, 1940
  - Ixos mcclellandii mcclellandii (Horsfield, 1840)
  - Ixos mcclellandii peracensis (Hartert & Butler, AL, 1898)
  - Ixos mcclellandii similis (Rothschild, 1921)
  - Ixos mcclellandii tickelli (Blyth, 1855)
  - Ixos mcclellandii ventralis Stresemann & Heinrich, 1940
- Ixos virescens Temminck, 1825
- Ixos sumatranus (Ramsay, RGW, 1882)